# كاستيفوييت دي لا روكا
بلدية كاستيفوييت دي لا روكا (بالإسبانية: Castellfullit de la Roca) هي بلدية تقع في مقاطعة جرندة التابعة لمنطقة كتالونيا شمال شرق إسبانيا.

## الديموغرافيا
بلغ عدد سكان بلدية كاستيفوييت دي لا روكا 1.002 نسمة عام 2011 (وفقاً للمعهد الوطني الإسباني للإحصاء).
| 1.006 | 968 | 1.001 | 964 | 997 | 1.043 | 1.002 |